# Самит (Јужна Каролина)
Самит (енгл. Summit) град је у америчкој савезној држави Јужна Каролина.

## Демографија
По попису из 2010. године број становника је 402, што је 183 (83,6%) становника више него 2000. године.
| Група             | 2000.       | 2010.       |
| Белци             | 192 (87,7%) | 359 (89,3%) |
| Афроамериканци    | 21 (9,6%)   | 32 (8,0%)   |
| Азијати           | 0 (0,0%)    | 0 (0,0%)    |
| Хиспаноамериканци | 1 (0,5%)    | 7 (1,7%)    |
| Укупно            | 219         | 402         |